# Неферкамин

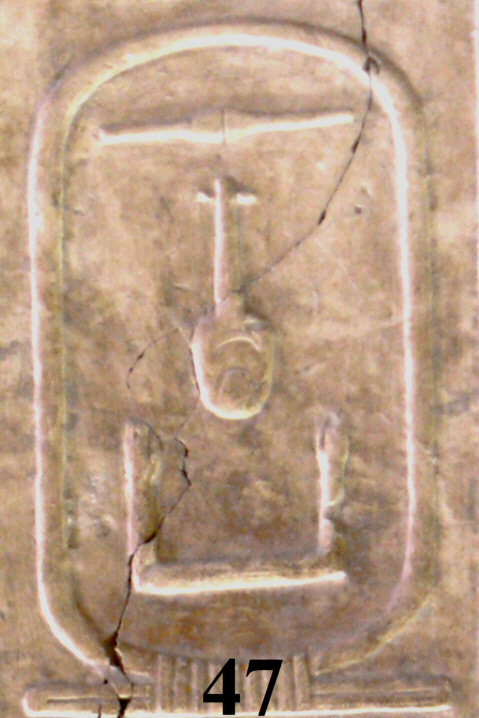
Неферкамин

Неферкамин — фараон Древнего Египта из VIII династии, правивший в XXII веке до н. э.
Фараон известен только из Абидосского списка. Ни его гробница, ни сохранившиеся от его правления памятники не известны. Вряд ли его правление превышало несколько лет.

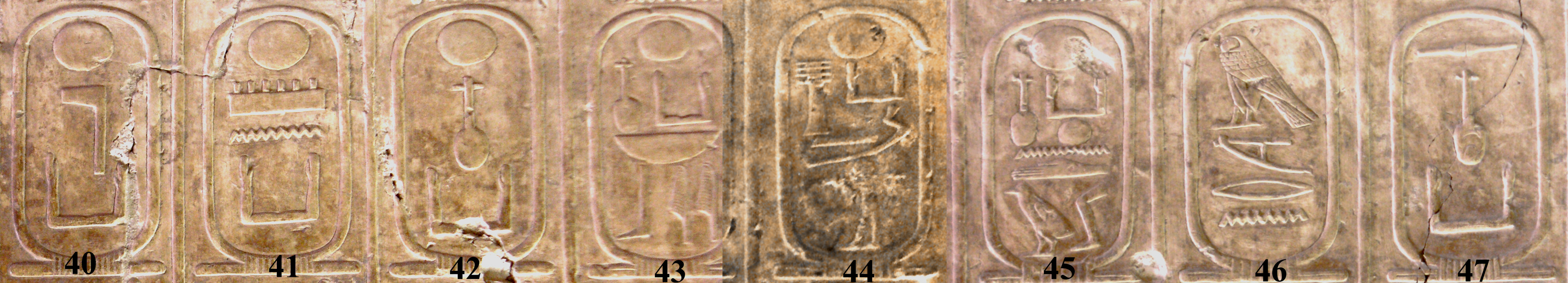
Абидосский список (фрагмент). Сенеферка записан под № 47

## Культурное влияние
Восьмой фараон восьмой династии под именем Мамаос — один из главных действующих лиц романа Уилбура Смита «Божество реки». Однако в произведении описывается вторжение гиксосов, которое произошло столетиями позже — во время Второго Переходного периода.